# Zamek w Nakwaszy
Zamek w Nakwaszy – zamek wybudowany przez Cetnerów w XVII wieku.
Do czasów współczesnych zachowały się pozostałości zamku, wybudowanego w XVII w. częściowo zrujnowanego już w XVIII w., ale zamieszkanego jeszcze do I wojny światowej. Współcześnie pozostały resztki fundamentów i zawalone lochy.